# Kang Min-jeong
Kang Min-jeong (ur. 21 marca 1978) – południowokoreańska zapaśniczka w stylu wolnym i judoczka. W zapasach, czterokrotna uczestniczka mistrzostw świata, szósta w 2001. Srebro na igrzyskach azjatyckich w 2002. Mistrzyni Azji w 2001; druga w 2003 roku.
W judo wygrała igrzyska azjatyckie w 1998. Trzecia na mistrzostwach Azji w 1996.